# Pampus (open zeilboot)

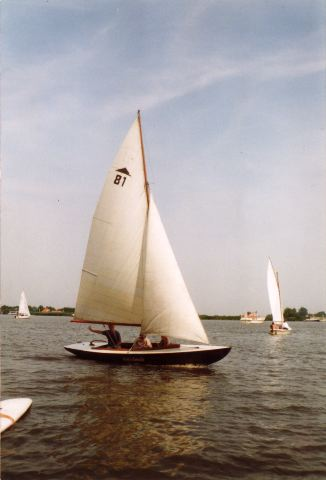
Toenmalig eigenaar Jan Doddema met echtgenote varend met oud zeilplan en katoenen tuig in de zomer van 1994 op het friese Pikmeer. De boot is in 1938 gebouwd bij Van der Stadt in Zaandam onder de naam Kaayman. Jan Doddema gaf haar de naam “Albrecht de Kloekmoedige “, naar Albrecht van Saksen

De Pampus is een open tweemans kielboot.

## Ontwerp
De Koninklijk Nederlands Watersport Verbond (KNWV) schreef in 1933 een prijsvraag uit om een open zeiljacht met maximaal 16m² doek zeiloppervlak te ontwerpen. Uiteindelijk werd uit de ingediende ontwerpen de Pampus het bekroonde ontwerp; een nieuwe wedstrijdklasse was daarmee geboren. De Pampus is een ontwerp van Werf "Het Fort" Fa. G. de Vries Lentsch en van de hand van  G. de Vries Lentsch (Gerard Janszoon, Gerardus II), niet te verwarren met G. de Vries Lentsch (Gerardus jr.), stichter van de Amsterdamsche Scheepswerf G. de Vries Lentsch jr., die de ontwerper van de Regenboog, toen hij nog op "Het Fort" werkte, was. Compagnon W. de Vries Lentsch (Willem I) heeft nog nooit een potlood vastgehouden. De eerste serie bestond uit 40 boten die al snel verkocht werden. In 1942 waren er al 150 geregistreerde boten gebouwd. In 2007 is nummer 451 genaamd "Tien" -vernoemd naar Martine Kurpershoek, dochter van de eigenaar Rolf Kurpershoek- te water gelaten. Veel van de gebouwde schepen – minimaal 300 - varen nog steeds.

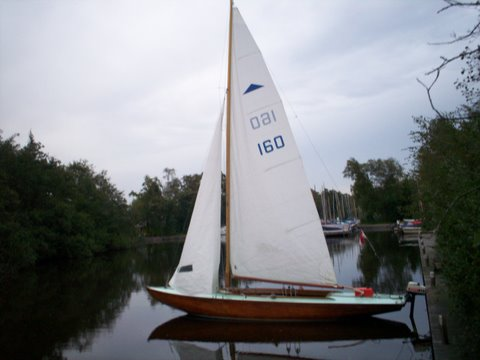
Toerpampus nummer 160 genaamd Niobe in 2006 in Loosdrecht (jachthaven Het Anker) (toenmalige eigenaar Mike E. de Boer uit Leiden)

## De Boot
De  romp wordt opgebouwd in gangen (planken), waarbij de meest gebruikte houtsoort mahonie is. Aan de binnenkant wordt de romp verstevigd met kruisspantjes (dwarsbalk die de planken bij elkaar houdt) en een aantal wrangen (houten klos of ijzeren plaat die de  spanten over de  kiel met elkaar verbindt). Voor de dekconstructie wordt een lichtere houtsoort gebruikt, terwijl het dek zelf meestal wordt gemaakt van hechthout of teak (lattendek). De  mast en giek, en de fokkeloet (stok om de  fok uit te zetten bij het voor de wind varen), zijn van hout (meestal  vuren). Aan de vorm van de romp, de kiel en het  roer, is in de jaren niets gewijzigd; de deklayout en het staande  want, is vaak aangepast aan de modernste eisen.

## Het Nieuwe Zeilplan
Het oorspronkelijke ontwerp had een zeiloppervlak van 15,9 m². Dit was zoals te doen gebruikelijk gedaan met het oog op een te heffen belasting. De grens lag bij de 16 m². Na de oorlog is er voortdurend aan de snit van de zeilen gewerkt. Door de intrede van de genua werd de boot sneller en sportiever.
Het zeiloppervlak met de genua bedraagt dan ongeveer 20,55 m².
Van de vaak veronderstelde ondertuiging, is hierdoor absoluut geen sprake meer. In 1992 kreeg het Bestuur van de Ledenvergadering van de Pampusclub opdracht te komen met een voorstel van een nieuw zeilplan voor de Pampus, dit moest echter wel tegen zo gering mogelijk kosten met behoud van het staande want en een ongewijzigde mast. Na een jaar van studie en proefvaren, bleek het nieuwe zeilplan definitief.
Het resultaat is een moderner ogend en vlot zeilplan. Dit bestaat uit een hoger gesneden maar smallere  genua en een groter grootzeil, waarbij de stand van de giek nu horizontaal en het voorlijk van het grootzeil ca. 20 cm langer is. Het totale zeiloppervlak is praktisch hetzelfde gebleven.
|           | oude zeilplan:                                                                              | nieuwe zeilplan: |
| --------- | ------------------------------------------------------------------------------------------- | ---------------- |
| Grootzeil | 12,9 m²                                                                                     | 13,1 m²          |
| genua     | 7,65 m²                                                                                     | 6,2 m²           |
|           |                                                                                             |                  |
|           | (met dank en toestemming overgenomen van Jachtbouw Boelsma / de heer Piet Boelsma te Sneek) |                  |

Eind 1993, werd door de zogenaamde meetbriefhouders, met grote meerderheid van stemmen, het nieuwe zeilplan aanvaard. 1994 en 1995 waren overgangsjaren, waarbij het oude en het nieuwe zeilplan in wedstrijden door elkaar gevaren kon worden.

## De Klasse Organisatie
De belangstelling voor het Pampusjacht is groot en neemt nog steeds toe. De laatste tien jaar werden vijfendertig nieuwe boten te water gelaten.
In Loosdrecht, Joure en Sneek worden de meeste Pampussen gebouwd. Veel oude(re) boten zijn en worden gerestaureerd en vaak na hermeting doen zij weer mee aan wedstrijden. Doordat Nederland een waterland is, zijn de leden geografisch zeer verspreid. Het zwaartepunt van pampusvarend Nederland ligt echter wel op en rond de Loosdrechtse plassen. Er is een regio Noord, regio Loosdrecht eo. en regio de Kaag-Braassem.